# Mihhail Lotman

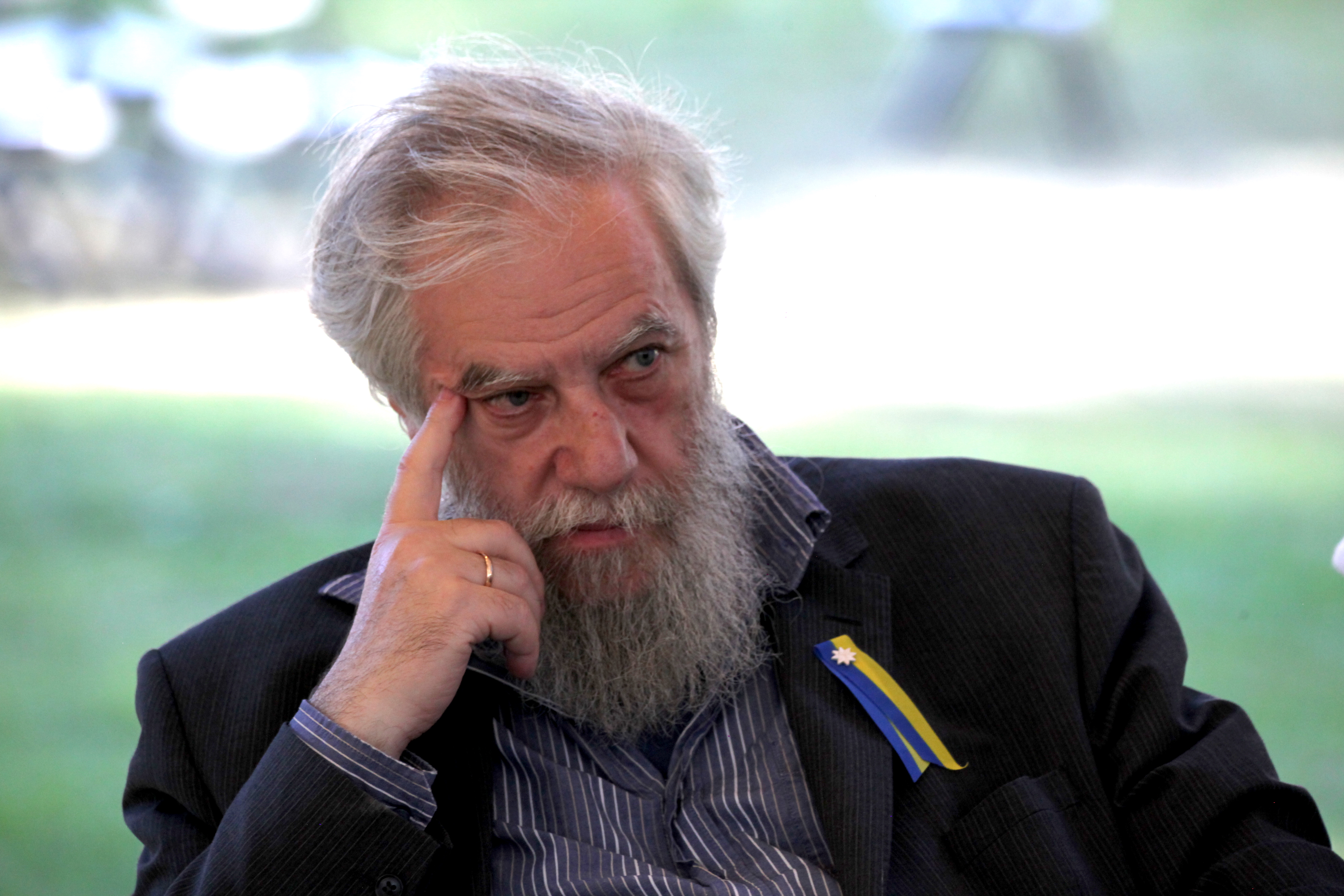
Mihhail Lotman 2022

Mihhail Lotman (* 2. September 1952 in Leningrad) ist ein estnischer Literaturwissenschaftler, Semiotiker und Politiker.

## Leben
Mihhail Lotman wurde als Sohn des Literaturwissenschaftlers und Semiotikers Juri Lotman und der Literaturwissenschaftlerin Zara Mints in Leningrad geboren und machte 1972 in Tartu Abitur. Anschließend studierte er an der Universität Tartu Russische Philologie. Nach seinem Diplom (1976) war er zunächst ein Jahr Russischlehrer an einer Tallinner Schule, bevor er zehn Jahre lang als Wissenschaftler im Estnischen Informationsinstitut tätig war. Von 1987 bis 1989 war er Wissenschaftler am Institut für Kybernetik der Estnischen Akademie der Wissenschaften, danach für ein Jahr Lehrstuhlleiter am Estnischen Zentrum für Bildungsentwicklung, einem Vorläufer des heutigen Staatlichen Qualifikationsamtes. Ab 1990 hatte er verschiedene Positionen an der Universität Tartu inne, zunächst als Dozent am Lehrstuhl für russische Literatur, ab 1993 am Lehrstuhl für Semiotik. 
1993 erlangte er an der Universität Tartu den Magistergrad, 2000 wurde er mit einer Arbeit über „Struktur und Typologie des russischen Gedichts“ zum Doktor phil. promoviert. Seit 2004 bekleidet er eine Professur an der Universität Tallinn. 1993 war Mihhail Lotman Gastprofessor an der Stanford University.
Mihhail Lotman ist verheiratet mit der estnischen Historikerin Piret Lotman, die klassische Philologin Maria-Kristiina Lotman und die Literaturwissenschaftlerin Rebekka Lotman sind ihre Töchter.

## Politische Tätigkeit
Bereits in der Zeit der Singenden Revolution engagierte Lotman sich politisch. 2003 trat er der Partei Res Publica bei, einer Vorläuferin der heutigen Isamaa-Partei. Von 2004 bis 2007 sowie 2019 bis 2023 war er Abgeordneter im estnischen Parlament. Von 1988 bis 1994 war er Vorstandsmitglied der Gesellschaft für russische Kultur Estlands. 

## Wissenschaftliches Werk
Lotman konzentriert sich in seiner Forschungsarbeit auf die russische Literatur und hat hier einige Detailstudien vorgelegt. Auch zur estnischen Literatur hat er geforscht, ferner befasst er sich mit allgemeinen literaturtheoretischen Fragen und Semiotik. Er hat auch zahlreiche Lehrbücher verfasst.

## Auszeichnungen
- 2001 Orden des weißen Sterns, Medaille
- 2015 Orden des weißen Sterns, II. Klasse

## Werke (Auswahl)
- Мандельштам и Пастернак. Аleksandra, Tallinn 1996. 175 S.
- Структура и типология русского стиха. Tartu Ülikooli Kirjastus, Tartu 2000. 266 S.
- Pistriku talvekarje. Esseid Joseph Brodsky poeetikast ja surmast. Varrak, Tallinn 2005. 156 S.
- Struktuur ja vabadus. I: Semiootika vaatevinklist. I.I, Tartu-Moskva koolkond: Tekstist semiosfäärini. Tallinna Ülikooli Kirjastus, Tallinn 2012. 256 S.
- (gemeinsam mit Maria-Kristiina Lotman:) Eesti silbilis-rõhulise rütmika jooni. Neliktrohheus ja -jamb 19. sajandi teisel poolel ja 20. sajandi alguses. Eesti Keele Sihtasutus, Tallinn 2018, ISBN 978-9949-604-59-3, 508 S.
- (gemeinsam mit Rebekka Lotman und Maria-Kristiina Lotman:) Häälikuinstrumentatsioon Artur Alliksaare luules, in: Keel ja Kirjandus 10/2023, S. 969–986.